# Leiopus major
Leiopus major är en skalbaggsart som beskrevs av Maurice Pic 1908. Leiopus major ingår i släktet Leiopus och familjen långhorningar. Inga underarter finns listade i Catalogue of Life.